# Конрад II фон Хюрнхайм-Хоххауз
Конрад II фон Хюрнхайм-Хоххауз (на немски: Konrad II von Hürnheim-Hochhaus; † сл. 1348) е благородник от швабския род фон Хюрнхайм, господар на замък Хоххауз и околностите в Швабия.
Той е син на рицар Рудолф (II) фон Хоххауз († 1285/1287). Внук е на Рудолф I фон Хоххауз († сл. 1275) и правнук на Алберт фон Хюрнхайм († сл. 1240).
Ок. 1240 г. фамилията Хюрнхайм се разделя на няколко главни линии. Неговите собствености са замък Хоххауз и съседния замък Нидерхауз и близките територии на замъците.
Линията Хюрнхайм-Хоххауз съществува до 1348 г. до смъртта на Конрад II, който няма наследници и през 1347 г. продава замък Хоххауз за 3 000 пфунд и собственостите си на графовете фон Йотинген.

## Фамилия
Конрад фон Хюрнхайм-Хоххауз се жени за Аделхайд Шпет фон Щайнхарт-Файминген († сл. 6 май 1339), сестра на Фридрих Шпет фон Файминген († 14 март 1331), епископ на Аугсбург (1309 – 1331), дъщеря на Хайнрих Шпет фон Щайнхарт († 1304/1313) и Маргарета фон Хюрнхайм-Хахалтинген († 1273/1281), дъщеря на Херман фон Хюрнхайм-Хахалтинген († сл. 1275), брат на дядо му Рудолф I фон Хоххауз († сл. 1275). Те имат седем деца, които са бездетни: 
- Рудолф фон Хюрнхайм († 1345/1347)
- Албрехт фон Хюрнхайм († 1362?)
- Фридрих фон Хюрнхайм († сл. 1360)
- Хайнрих фон Хюрнхайм († 8 април 1355)
- Зиболт фон Хюрнхайм († сл. 1347)
- Катарина фон Хюрнхайм († сл. 1377)
- дъщеря фон Хюрнхайм, омъжена за Хайнрих фон Еренфелс